# 白拟黑耳
白拟黑耳（学名：Exidiopsis candida）是属于银耳目银耳科拟黑耳属的一种真菌，群生于阔叶林中的阔叶树枯枝上。该种分布于中国、巴拿马、阿根廷、俄罗斯、哥伦比亚、美国、塔希提岛等地。